# Archimisophria discoveryi
Archimisophria discoveryi is een eenoogkreeftjessoort uit de familie van de Speleophriidae. De wetenschappelijke naam van de soort is voor het eerst geldig gepubliceerd in 1983 door Boxshall.